# Carcoma (novela)
Carcoma es una novela de terror publicada en 2021 escrita por la autora española Layla Martínez.

## Sinopsis
En un remoto pueblo, dos mujeres se refugian en una casa escondida en el páramo: una anciana y su nieta. Los lugareños, hipócritas bajo el sol, secretamente imploran su ayuda. Dentro de esas paredes, la abuela se comunica con sombras en los armarios, cuida de una santa en la cocina y nutre la memoria de los muertos. La nieta, atrapada en su triste destino, enfrenta la locura de su abuela, cultivando resentimiento mientras descubre que las sombras siempre han sido sus aliadas en la casa.

## Temas
La novela se concibe como un libro de terror en el que interviene el realismo mágico, tratando cuestiones como la violencia patriarcal, la religión, la clase socioeconómica y la memoria histórica. Como referencia principal para la construcción de la vivienda de la novela, Layla se basó en la casa de su propia abuela y en creencias sobrenaturales que se dan en contextos rurales de la Mancha y la Alcarria. En la novela, Layla optó por no dar nombre ni a los protagonistas ni a la ubicación en la que se desarrollan los hechos, pero sí engloba los acontecimientos en un contexto posterior a la Guerra Civil Española en la que temas relacionados con esta se hallan presentes.
La novela hace uso de narradores no fiables en primera persona.

## Contexto y publicación
Carcoma es la primera novela escrita por Layla Martínez.
La novela fue editada por la editorial independiente Amor de Madre y se publicó en 2021.

## Recepción
El Mostrador calificó la novela de «excelente», con un argumento que «va golpeando sin piedad al lector desde las líneas iniciales» y una «atmósfera asfixiante».
En 2022 ganó el premio Ignotus a mejor novela corta. Ese mismo año Layla Martínez fue nominada en los Premios 42 como «autor revelación» por Carcoma.
En septiembre de 2024, la obra fue nominada al National Book Award.